# Hey monday
Hey Monday er et amerikansk alternativt rockband fra West Palm Beach, Florida, USA. Bandet består af Cassadee Pope (lead vokal), Michael "Jersey" Moriarty (basguitar), Mike Gentile (lead guitar), Alex Lipshaw (rytmeguitar), Elliot James (trommer) og Bobby Nolan (keyboard).